# Taco
Taco (l.mn. tacos) – jedno z popularniejszych dań kuchni meksykańskiej.
Składa się ono przeważnie z tortilli wykonanej z mąki kukurydzianej lub pszennej, zazwyczaj o niewielkiej wielkości o średnicy kilkunastu centymetrów, oraz – tradycyjnie i najczęściej – siekanego mięsa (wieprzowego, wołowego, drobiowego, także z podrobów), jednak popularne są także tacos z rybami, owocami morza, można spotkać też wersje wegetariańskie i wegańskie. Najpopularniejszymi dodatkami podawanymi z tacos są: limonka (której sokiem skrapia się tacos), pico de gallo (posiekane pomidory z cebulą, kolendrą i chili) albo też osobno podawana posiekane cebula i kolendra, czasem awokado lub rzodkiewka. Z tacos serwowanych jest też zazwyczaj kilka sals – najczęściej ostrych sosów z papryczek chili: salsa roja, salsa verde, rzadziej salsa de chile de árbol, la salsa macha.
Tacos spożywa się rękami. W Meksyku sprzedawane są zazwyczaj w formie street foodu jako tak zwane antojitos (przekąski), popularne także w restauracjach.
Narodowy Dzień Taco obchodzony jest w Meksyku 31 marca.

## Rodzaje tacos
Nie sposób zliczyć, ile istnieje rodzajów tacos – poszczególne listy gromadzą zazwyczaj kilkadziesiąt wersji tacos, chociaż niektóre źródła podają, że może ich być ponad sto. Najchętniej jedzonymi tacos w Meksyku są tacos de carne asada, tacos al pastor, tacos de carnitas, tacos de canasta. Poszczególnym rodzajom tacos poświęcone są odcinki dwóch pierwszych sezonów serialu Netflixa Kroniki taco, w których opowiedziano o 12 rodzajach tacos. Są to: pastor, carnitas, canasta, asada, barbacoa, guisado, suadero, cochinita, cabrito, birria, pescado oraz taco amerykańskie. Dodatkowy odcinek poświęcono spokrewnionemu z taco burrito.

## Tacos w USA
W Stanach Zjednoczonych oprócz typowych tacos meksykańskich, sprzedawanych przez meksykańską diasporę, popularne są tzw. "tacos amerykańskie", rozpowszechnione m.in. przez amerykańską sieć fast foodów Taco Bell. Składnikami tacos, popularnymi w USA, a niespotykanymi w Meksyku są np. tzw. hard shells (twarde, chrupkie, zgięte w pół tortille z miejscem na farsz), mięso mielone (w Meksyku zazwyczaj posiekane), tarty ser żółty (najczęściej cheddar), siekana sałata, śmietana, ugotowana kukurydza i fasola w ziarnach.